# Rally de Finlandia de 2013
El Rally de Finlandia de 2013, oficialmente 63 Neste Oil Rally Finland, fue la 63.ª edición y la octava ronda de la temporada 2013 del Campeonato Mundial de Rally. Se celebró en los alrededores de Jyväskylä, Finlandia Central, entre el 2 y el 4 de agosto y contó con un itinerario de 23 tramos sobre tierra que sumaron un total de 332.16 km cronometrados.
La prueba contó con la presencia de Tommi Mäkinen conduciendo el vehículo cero.
El triunfo fue para el francés Sébastien Ogier, de la escudería Volkswagen Motorsport, después de sostener un duelo con otros tres pilotos por el liderato, en la que fue considerada la prueba más emocionante de la temporada hasta ese momento. La segunda posición fue para el belga Thierry Neuville y la tercera para Mads Østberg. Con el triunfo, Ogier se convirtió en el quinto piloto no nórdico en ganar la prueba y aumentó su ventaja en noventa puntos al frente del campeonato.
En el WRC2, el triunfo fue para el finlandés Jari Ketomaa, seguido del polaco Robert Kubica y del neozelandés Hayden Paddon. En el WRC3 el podio estuvo integrado por el irlandés Keith Cronin, el francés Sébastien Chardonnet y el finlandés Jussi Vanionpää en el primer, segundo y tercer lugares, respectivamente. Mientras, el JWRC fue ganado por el finlandés Andreas Amberg, seguido del estonio Sander Pärn y del sueco Pontus Tidemand.

## Desarrollo

### Día 1
El primer día del evento tuvo como líder final a Thierry Neuville, después de una jornada de alternancias en el liderato entre el belga y Sébastien Ogier y Mikko Hirvonen. El primer scratch del día lo había conseguido Ogier seguido por su co-equipero Jari-Matti Latvala en el segundo lugar, aunque éste tuvo que retirarse de la prueba en el segundo tramo, después de que hubiera chocado con una piedra y la suspensión trasera se rompiera. Latvala y su copiloto la arreglaron; aun así habían perdido más de media hora entre retrasos y penalizaciones y, al final del tramo, la suspensión vovlvió a fallar, lo que obligó su retiro. El segundo tamo fue para Neuville y el tercero nuevamente para Ogier. El cuarto tramo fue ganado por Mikko Hirvonen, mientras Mads Østberg dominó el quinto, antes de que Neuville cerrara la jornada dominando el sexto. El segundo lugar de la jornada fue para Ogier, quien quedó 5,2 segundos detrás de Neuville. El tercero fue para Østberg, quedando a 3,7 segundos de Ogier.
En el WRC2, el liderato de la jornada fue para el finlandés Jari Ketomaa, quien concluyó el día con una ventaja de 24 segundos sobre el polaco Robert Kubica, el cual había ocupado la cuarta posición durante casi toda la jornada. El tercer lugar lo ocupó el británico Elfyn Evans.

### Día 2
La segunda jornada tuvo un nuevo líder; después de que Neuville no ganara ninguna etapa durante el día, dejó el liderato del día anterior. Aunque el primer tramo del día lo ganó Mikko Hirvonen, Mads Østberg ocupó el segundo lugar y, con ello, comenzó ocupando el liderato del día. El tercer lugar del tramo fue para Neuville. El cuarto lugar lo ocupó Ogier; sin embargo, el francés ganó el segundo tramo del día y se colocó de líder. El tercer tramo de la jornada lo ganó Østberg y nuevamente ocupó el liderato, el cual mantuvo un tramo más, a pesar de que Ogier ganara el mismo. El francés ganó también el siguiente tramo, Jukojärvi 2, y con el tomó el liderato del día, el cual mantuvo hasta el final, ganando cada uno de los tramos restantes. El segundo lugar general quedó en manos de Neuville, con 38,1 segundos detrás de Ogier, y el tercero fue para Østberg, con nueve décimas de segundo detrás del belga.
En la jornada se vivieron algunos accidentes, siendo los más notorios los del ruso Evgeny Novikov, quien se saliera del camino después de un brinco en el tramo ocho, Palsankylä 1. Detrás de él estaba Kris Meeke, a quien no dejó pasar y quien se mostró molesto por ello. Otro de los accidentes lo sufrió Juho Hanninen, quien ocupaba el quinto lugar del día, pero tuvo que abandonar la prueba después de que golpeara una roca al salirse de una curva en el noveno tramo del rally, Mökkiperä 1. Mikko Hirvonen sufrió el tercer accidente más fuerte del día al salirse de una curva en quinta velocidad en el décimo segundo tramo. En el momento del accidente ocupaba el tercer lugar general. Al final de la jornada quedó en el cuarto, a más de un minuto detrás de Ogier y a más de veinte segundos detrás de Østberg.

### Día 3
La última jornada del rally tuvo como primer protagonista a Mads Østberg, al ganar la décima sexta etapa de la prueba. Las siguientes dos etapas fueron ganadas por Neuville y Ogier, respectivamente, antes de que Østberg ganara el décimo noveno tramo. Los cuatro tramos restantes fueron ganados alternadamente por Ogier y Neuville. En el penúltimo tramo, Ouninpohja, Ogier se impuso rompiendo el récord de recorrido anterior por 8,5 segundos, que estaba en manos de Mikko Hirvonen. La última etapa, Painaa 2, fue la etapa súper especial de la prueba; fue ganada por Neuville, seguido de Ogier y Latvalá en el segundo y tercer lugares, respectivamente. Al final de la jornada, Sébastien Ogier obtuvo el triunfo y se convirtió en el quinto piloto no nórdico en ganar la prueba; con el resultado, también aumentó su ventaja en noventa puntos al frente del campeonato.

## Itinerario y ganadores
| Día     | SS   | Tramo                     | Distancia | Hora  | Ganador          | Tiempo  | Vel. media | Líder rally      |
| ------- | ---- | ------------------------- | --------- | ----- | ---------------- | ------- | ---------- | ---------------- |
| Día 1   | SS1  | Himos 1                   | 5.50 km   | 12:15 | Sébastien Ogier  | 2:39.1  | 100.7 kp/h | Sébastien Ogier  |
| Día 1   | SS2  | Torittu 1                 | 8.40 km   | 13:00 | Thierry Neuville | 4:26.1  | 112.3 kp/h | Mikko Hirvonen   |
| Día 1   | SS3  | Koukunmaa                 | 13.68 km  | 15:18 | Sébastien Ogier  | 6:59.4  | 117.4 kp/h | Sébastien Ogier  |
| Día 1   | SS4  | Torittu 2                 | 8.40 km   | 17:34 | Mikko Hirvonen   | 4:27.7  | 111.6 kp/h | Mikko Hirvonen   |
| Día 1   | SS5  | Himos 2                   | 10.20 km  | 19:00 | Mads Østberg     | 5:24.9  | 96.6 kp/h  | Thierry Neuville |
| Día 1   | SS6  | Killeri 1                 | 2.06 km   | 20:30 | Thierry Neuville | 1:28.8  | 83.5 kp/h  | Thierry Neuville |
| Día 2   | SS7  | Jukojärvi 1               | 22.50 km  | 09:48 | Mikko Hirvonen   | 10:26.2 | 125.9 kp/h | Mads Østberg     |
| Día 2   | SS8  | Palsankylä 1              | 13.92 km  | 10:56 | Sébastien Ogier  | 7:08.6  | 116.9 kp/h | Sébastien Ogier  |
| Día 2   | SS9  | Mökkiperä 1               | 13.65 km  | 11:41 | Mads Østberg     | 6:49.1  | 120.9 kp/h | Mads Østberg     |
| Día 2   | SS10 | Lankamaa 1                | 25.70 km  | 12:44 | Sébastien Ogier  | 11:30.7 | 123.3 kp/h | Mads Østberg     |
| Día 2   | SS11 | Jukojärvi 2               | 22.50 km  | 15:36 | Sébastien Ogier  | 10:18.0 | 127.6 kp/h | Sébastien Ogier  |
| Día 2   | SS12 | Palsankylä 2              | 13.92 km  | 16:44 | Sébastien Ogier  | 7:03.4  | 118.4 kp/h | Sébastien Ogier  |
| Día 2   | SS13 | Mökkiperä 2               | 13.65 km  | 17:29 | Sébastien Ogier  | 6:47.7  | 121.3 kp/h | Sébastien Ogier  |
| Día 2   | SS14 | Lankamaa 1                | 25.70 km  | 18:32 | Sébastien Ogier  | 11:23.1 | 124.7 kp/h | Sébastien Ogier  |
| Día 2   | SS15 | Killeri 2                 | 2.06 km   | 20:30 | Sébastien Ogier  | 1:21.9  | 90.5 kp/h  | Sébastien Ogier  |
| Día 3   | SS16 | Surkee 1                  | 14.95 km  | 08:26 | Mads Østberg     | 8:04.9  | 111.0 kp/h | Sébastien Ogier  |
| Día 3   | SS17 | Leustu 1                  | 9.90 km   | 09:24 | Thierry Neuville | 5:03.9  | 114.3 kp/h | Sébastien Ogier  |
| Día 3   | SS18 | Ouninpohja 1              | 33.01 km  | 10:32 | Sébastien Ogier  | 15:26.7 | 128.2 kp/h | Sébastien Ogier  |
| Día 3   | SS19 | Painaa 1                  | 7.30 km   | 11:50 | Mads Østberg     | 3:47.7  | 118.4 kp/h | Sébastien Ogier  |
| Día 3   | SS20 | Surkee 2                  | 14.95 km  | 14:04 | Sébastien Ogier  | 7:57.2  | 112.8 kp/h | Sébastien Ogier  |
| Día 3   | SS21 | Leustu 2                  | 9.90 km   | 15:02 | Thierry Neuville | 5:03.2  | 114.6 kp/h | Sébastien Ogier  |
| Día 3   | SS22 | Ouninpohja 2              | 33.01 km  | 16:10 | Sébastien Ogier  | 15:08.9 | 130.7 kp/h | Sébastien Ogier  |
| Día 3   | SS23 | Painaa 2 (Súper especial) | 7.30 km   | 18:11 | Thierry Neuville | 3:46.6  | 119.0 kp/h | Sébastien Ogier  |
| Fuentes |      |                           |           |       |                  |         |            |                  |

### Súper especial
- El último tramo, Painaa 2, fue la etapa súper especial y otorgó 3, 2 y 1 punto extra a los tres primeros clasificados del mismo, respectivamente.

| Pos | Piloto             | Tiempo | Difer. | Veloc. media | Puntos |
| --- | ------------------ | ------ | ------ | ------------ | ------ |
| 1   | Thierry Neuville   | 3:46.6 | -      | 119.0 km/h   | 3      |
| 2   | Sébastien Ogier    | 3:46.9 | +0.3   | 118.8 km/h   | 2      |
| 3   | Jari-Matti Latvala | 3:47.4 | +0.8   | 118.6 km/h   | 1      |

## Clasificación final
| 1.      | Sébastien Ogier      | Julien Ingrassia    | Volkswagen Polo R WRC | 2:43:10.4 | -        | 119.2 kp/h | 25 + 2 |
| 2.      | Thierry Neuville     | Nicolas Gilsoul     | Ford Fiesta RS WRC    | 2:43:47.4 | +37.0    | 118.8 kp/h | 18 + 3 |
| 3.      | Mads Ostberg         | Jonas Andersson     | Ford Fiesta RS WRC    | 2:44:08.0 | +57.6    | 118.5 kp/h | 15     |
| 4.      | Mikko Hirvonen       | Mikko Hirvonen      | Citroën DS3 WRC       | 2:44:32.0 | +1:21.6  | 118.2 kp/h | 12     |
| 5.      | Dani Sordo           | Carlos del Barrio   | Citroën DS3 WRC       | 2:49:18.9 | +6:08.5  | 114.9 kp/h | 10     |
| 6.      | Evgeniy Novikov      | Ilka Minor          | Ford Fiesta RS WRC    | 2:51:50.1 | +8:39.7  | 113.2 kp/h | 8      |
| 7.      | Jari Ketomaa         | Marko Sallinen      | Ford Fiesta R5        | 2:54:29.6 | +11:19.2 | 111.5 kp/h | 6      |
| 8.      | Per-Gunnar Andersson | Emil Axelsson       | Ford Fiesta RS WRC    | 2:54:51.9 | +11:41.5 | 111.2 kp/h | 4      |
| 9.      | Robert Kubica        | Maciej Baran        | Citroën DS3 RRC       | 2:55:58.5 | +1:28.9  | 110.5 kp/h | 2      |
| 10.     | Andreas Mikkelsen    | Mikko Markkula      | Volkswagen Polo R WRC | 2:56:52.4 | +13:42.0 | 110.0 kp/h | 1      |
| WRC2    |                      |                     |                       |           |          |            |        |
| 1.(7.)  | Jari Ketomaa         | Marko Sallinen      | Ford Fiesta R5        | 2:54:29.6 | -        | 111.5 kp/h | 25     |
| 2.(9.)  | Robert Kubica        | Maciej Baran        | Citroën DS3 RRC       | 2:55:58.5 | +1:28.9  | 110.5 kp/h | 18     |
| 3.(11.) | Hayden Paddon        | John Kennard        | Škoda Fabia S2000     | 2:57:23.5 | +2:53.9  | 109.7 kp/h | 15     |
| WRC3    |                      |                     |                       |           |          |            |        |
| 1.(21.) | Keith Cronin         | Ian Marshall        | Citroën DS3 R3T       | 3:06:35.4 | -        | 104.3 kp/h | 25     |
| 2.(23.) | Sébastien Chardonnet | Thibault de la Haye | Citroën DS3 R3T       | 3:07:49.9 | +1:14.5  | 103.6 kp/h | 18     |
| 3.(24.) | Jussi Vanionpää      | Mika Juntuner       | Citroën DS3 R3T       | 3:09:18.5 | +2:43.1  | 102.8 kp/h | 15     |
| JWRC    |                      |                     |                       |           |          |            |        |
| 1.      | Andreas Amberg       | Mikko Lukka         | Ford Fiesta R2        | 2:34:51.9 | -        | 125.6 kp/h | 30     |
| 2.      | Sander Pärn          | Ken Järveoja        | Ford Fiesta R2        | 2:37:16.5 | +2:24.6  | 123.7 kp/h | 24     |
| 3.      | Pontus Tidemand      | Ola Floene          | Ford Fiesta R2        | 2:37:44.4 | +2:52.5  | 123.3 kp/h | 21     |
| Fuentes |                      |                     |                       |           |          |            |        |